# The Artwoods
The Artwoods bildades 1963, och var en mycket populär grupp för livescener. Skivorna sålde aldrig lika bra. Sångaren Arthur Wood är också storebror till Ron i The Rolling Stones. 
När keyboardisten Jon Lord och gitarristen Derek Griffiths gick med så bytte man namn från Art Wood Combo till The Artwoods. Strax därefter skrev bandet på för Decca Records.
Efter första singeln, "Sweet Mary" fick bandet delta i den första livesändningen av Ready Steady Go! Men nästa liksom deras första singel nådde inga framgångar på listorna.
Redan 1966 friställeds bandet från Decca och gick över till Parlophone. Fortsatta bakslag i försäljningen gjorde att man slutade 1967.
Hartley började spela med John Mayall's Bluesbreakers, Malcolm Pool gick till Colosseum och Lord var med och skapade Deep Purple.

## Diskografi
Studioalbum
- Art Gallery (1966)

EPs
- Oh My Love (1966)
- Jazz In Jeans (1966)
- I Take What I Want (1966)

Singlar
- "Sweet Mary" / "If I Ever Get My Hands On You" (1964)
- "Oh My Love" / "Big City" (1965)
- "Goodbye Sisters" / "She Knows What To Do" (1965)
- "I Take What I Want" / "I'm Looking For A Saxophonist" (1966)
- "I Feel Good" / "Molly Anderson's Cookery Book" (1966)
- "What Shall I Do" / "In The Deep End" (1967)
- "Brother Can You Spare A Dime" / "Al's Party" (1967)